# Impasto

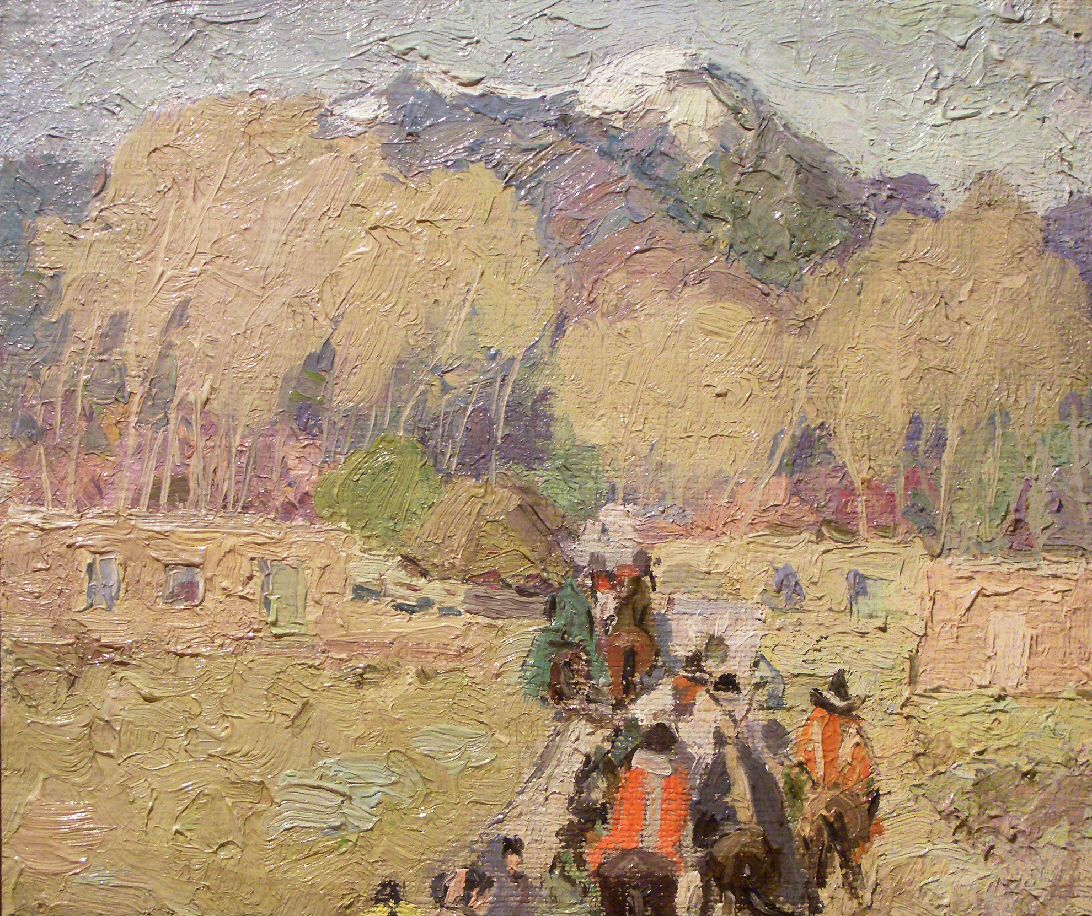
Taos Mountain, Trail Home de Cordelia Wilson (c. 1920). Pintura do início do século XX elaborada com uma técnica de impasto bastante marcada.

Impasto é uma técnica utilizada em pintura onde a tinta (em particular a de óleo) é espalhada numa área da tela, ou mesmo em toda a tela, de forma tão espessa que as marcas dos objectos utilizados para pintar (p.ex. pincel, espátula) são visíveis na pintura. A tinta também pode ser misturada directamente na tela. Quando fica seco, o impasto dá textura e relevo à representação. O termo impasto tem origem italiana e quer dizer "mistura".
O impasto ganhou notoriedade nas pinturas de artistas venezianos, como Titian e Tintoretto. Além de ser possível observar nas paisagens naturalista e romântica, do século XIX. A técnica foi imposta como uma maneira de ressignificar a superfície das obras, que deveria ter sua própria realidade e profundidade, ao invés de ser apenas uma janela para um mundo imaginativo e ilusionista. Este método também pode ser definida pelo termo pictórico, no qual a aplicação de tinta é feita de forma "solta" ou menos controlada, causando efeitos sensoriais e visuais.
Em meados do século XX, alguns artistas levaram o impasto ao extremo, como pode ser observado em alguns trabalhos de Frank Auerbach, Jean Dubuffet e Leon Kossoff.

## Características
O impasto é uma técnica, na qual uma quantidade espessa e opaca de tinta é adicionada a um mural ou pintura. Sua composição, geralmente, é produzida com a adição de corantes e ligantes, podendo, também, ser encontrada em quantidades de pigmentos inorgânicos. O método cria a sensação de que a tinta está derramando sobre a superfície, como se tivesse sido gotejada sobre a tela, por meio de traços curtos, agitados e semi-opacos. O resultado é um comportamento não-linear das pinceladas, dependendo tanto da espessura em que foi empregada uma camada de tinta quanto da mistura de pigmentos envolvidos.
É aplicado em superfícies já pintadas, por exemplo, com tinta a óleo ou acrílica. Com traços visíveis e grossos, o impasto dá volume ao plano, conferindo a sensação de peso e textura. A técnica gera um contraste com outras partes da obra, já que cada camada poderá ter uma altura, causando a impressão de dimensionalidade e profundidade.
Popularizou-se entre os artistas devido a sua versatilidade e habilidade de ser aplicada a mais de um estilo artístico. Nos trabalhos de Vermeer, por exemplo, o método ganhou acabamentos mais profundos e lustrosos. Já em Monet, obteve uma forma mais espessa, para alcançar um contorno escultural e, por vezes, agressivo.